# Вірус гепатиту D
Вірус гепати́ту D або вірус гепатиту дельта (HDV) — невеликий РНК-вмісний вірус, який спричинює гепатит D у людини. Він є вірусом-сателітом, позаяк для його розмноження в клітинах і розвитку хвороби необхідно, щоб клітини були одночасно чи до того заражені вірусом гепатиту B (HBV). Вірус гепатиту D використовує оболонкові білки вірусу гепатиту B (HBsAg) для упакування свого геному.

## Історичні відомості
Вірус гепатиту D спочатку був описаний у пацієнтів із тяжкою формою гепатиту, яку спричинював одночасно з ним вірус гепатиту B. У 1977 році група італійських науковців, яку очолював М. Різетто у гепатоцитах хворих на гепатит В виявили невідомий антиген. Спочатку його розцінили як ще один (4-й) антиген вірусу гепатиту В серед відомих на той час трьох антигенів, у зв'язку з чим він і отримав свою назву: дельта — 4-а буква грецького алфавіту. У подальшому експериментальне зараження шимпанзе сироватками крові, які містили цей-антиген, довело, що відкрито новий вірус. У 1986 році американські науковці на чолі з К.-Ш. Вонг повністю описали структуру та послідовність всіх складових геному вірусу гепатиту D. 1993 року вірус зареєстрував Міжнародний комітет із таксономії вірусів і помістив його до монотипного роду Deltavirus до вірусного домену Ribozyviria.

## Особливості вірусу
Вірус гепатиту дельта є винятковим серед патогенів людини та тварин через те, що він має низку спільних властивостей із віроїдами рослин і з віроїдоподібними РНК-сателітними вірусами рослин. Особливості вірусу гепатиту D пов'язані з тим, що в його геномі відсутні ділянки, які кодують білки оболонки вірусу. Але, на відміну від віроїдів, у нього, окрім нуклеїнової кислоти, є власний антиген. Тому за сучасною класифікацією вірусів цей вірус не відноситься до жодної родини, його вважають єдиним представником унікального роду Deltavirus. Це найменший з усіх вірусів тварин. Він складається з нуклеокапсиду, який має дельта-антиген (HDAg) та одноланцюгову РНК негативної полярності. Геном вірусу містить близько 1700 нуклеотидів. Зовнішня оболонка представлена HВsAg. Існує два різновиди HDAg: з молекулярною масою 24 кДа (HDAg-S) та 27 кДа (HDAg-L) з виразними розбіжностями у життєдіяльності вірусу. Вважають, що форма HDAg-S посилює реплікаціїю РНК ВГD, а форма HDAg-L бере участь у збиранні вірусних часток та зменшує швидкість реплікації РНК вірусу гепатиту D. Однією із найважливіших властивостей цього вірусу є його здатність пригнічувати реплікацію вірусу гепатиту В.
Цей патоген, який передається кров'ю, розмножується в печінці, уражаючи гепатоцити, як і вірус гепатиту B, за допомогою SLC10A1. Вірус гепатиту D розпізнає свій рецептор через N-кінцевий домен великого поверхневого антигену (HBsAg) вірусу гепатиту В. Картування за допомогою мутагенезу цього домену показало, що амінокислотні залишки 9–15 складають сайт зв'язування рецепторів. Після проникнення в гепатоцит вірус не покривається, а нуклеокапсид транслокується в ядро завдяки сигналу в HDAg. Оскільки геном вірусу гепатиту D не кодує РНК-полімеразу для реплікації геному вірусу, то вірус використовує клітинні РНК-полімерази хазяїна. Спочатку вважалося, що використовуватиметься лише РНК-полімераза II, але було з'ясовано що РНК-полімерази I та III також залучені до реплікації вірусу гепатиту D.
Надалі може спричинювати гострий гепатит як у приматів, так і ссавців, які не належать до приматів (хоча єдиним хазяїном вірусу є людина). У світі вірусом гепатиту D заражені понад 15 млн людей, що робить його важливою проблемою сучасної системи охорони здоров'я.

## Еволюція та походження

Розповсюдження різних генотипів вірусу гепатиту D

Природним хазяїном вірусу гепатиту D є людина. Дані філогенетичних досліджень вказують на африканське походження цього вірусу. Він характеризується високим ступенем генетичної гетерогенності. Вважається, що його еволюцію забезпечують 3 основні механізми: 
- мутаційна селекція
- редагування РНК
- генетична рекомбінація.

Швидкість мутації становить, за різними оцінками, від от 3·10−2 до 3·10−3  замін на геном щороку. Вона залежить від фази хвороби (є найвищою в гострій фазі), ділянки геному (висока в неконсервативних послідовностях і низька в консервативних, наприклад, у області рибозиму) та зростає внаслідок лікування. Швидкість мутування вірусу гепатиту D є вищою, ніж у більшості РНК-вмісні віруси. У зв'язку з такою швидкістю мутування припускається, що вірус гепатиту D циркулює в межах одного зараженого організму-хазяїна як низка квазівидів. Встановлено, що до 70 % замін можуть бути обумовлені редагуванням. Уперше рекомбінацію у вірусу гепатиту D описано 1999 року; тоді було зроблено висновок, що вона не відбувається у випадку зараження вірусами різних генотипів. Рекомбінація відбувається гомологічним шляхом. Припускається, що в рекомбінації цього вірусу бере участь РНК-полімераза клітини-хазяїна.
Спершу було описано три генотипи цього вірусу (I—III). Генотип I було виділено в Європі, Північній Америці, Африці та деяких регіонах Азії. Генотип II виявлено в Японії, на Тайвані та в Якутії. Генотип III знайдено лише в Південній Америці (Перу, Колумбія та Венесуела). У XXI столітті визначено, що існують щонайменше 8 генотипів вірусу гепатиту D (HDV-1 — HDV-8). Усі вони, за винятком HDV-1, прив'язані до певних географічних регіонів. Так HDV-2 знайдений в Японії, на Тайвані та в Якутії; HDV-3 — в районі Амазонки; HDV-4 — в Японії та на Тайвані; HDV-5, HDV-6, HDV-7 і HDV-8 — в Африці.
Поширені дві основні теорії походження вірусу гепатиту D. Відповідно до них, він походить від віроїдів рослин, про що натякає його маленький розмір як і в них, і / або внаслідок сплайсинґу пре-мРНК клітини-хазяїна. РНК вірусу гепатиту D за особливостями структури та реплікації має спільні риси з кожною з двох родин віроїдів: Pospiviroidae та Avsunviroidae). З Pospiviroidae цей вірус поєднує паличкоподібна структура РНК та реплікація в ядрі, а з Avsunviroidae — наявність рибозиму та симетрична реплікація за типом рухомого кола. Окрім того, РНК вірусу гепатиту D і віроїдів рослин взаємодіють з гомологічними клітинними білками, а експериментальні дані 2012 року показали, що вірус гепатиту D здатен реплікуватись і розмножуватись після його внесення в листки сходів помідора, що слугує ще одним підтвердженням близькості вірусу гепатиту D і віроїдів. Однак ця гіпотеза не відповідає на питання щодо походження дельта-антигену та зв'язку вірусів гепатитів D і B.
Друга теорія, яка може доповнювати першу, полягає в тому, що  вірус гепатиту D може походити з транскриптому клітини-хазяїна. Ця точка зору підтверджується дослідженнями, які показали, що в клітинах людини є рибозим (в інтроні гену CPEB3), за вторинною структурою та біохімічними властивостями схожий з рибозимом вірусу гепатиту D. Втім рибозими, які мають структурний елемент псевдовузол, пізніше були виявлені у всіх царствах живих організмів, за винятком археїв, а також у вірусів комах. Для дельта-антигену також припускається походження з клітини-хазяїна. Спершу можливим білком-предком дельта-антигену вважали білок DIPA (англ. delta interacting protein A). Хоча зрештою виявилось, що ці білки не гомологічні, DIPA може взаємодіяти з HDAg.
Інтегрована модель припускає, що вірус гепатиту D міг виникнути після рекомбінації між віроїдоподібним елементом і клітинною пре-мРНК/мРНК.

## Епідеміологічні та патогенетичні особливості ураження вірусом гепатиту D
Зараження цим вірусом може відбуватись і разом із зараженням гепатитом B (коінфекція), і накладатися на хронічний гепатит B (суперінфекція). В обох випадках у пацієнтів виявляються тяжчі симптоми порівняно з перебігом одного гепатиту B. Серед них набагато вищою є ймовірність розвитку кінцевої стадії печінкової недостатності внаслідок гострої хвороби, швидкого розвитку цирозу печінки, а у випадку хронічних інфекцій — підвищена ймовірність Гепатоцелюлярної карциноми.